# J.B. Smoove
Jerry Brooks (født 16. december 1964), bedre kendt under sit kunstnernavn JB Smoove, er en amerikansk skuespiller, forfatter og stand-up komiker og er bedst kendt for sin tilbagevendende rolle som Leon i Curb Your Enthusiasm.
Smooves har medvirket i film som With or Without You, Pootie Tang, Mr. Deeds, Date Night og Alt tilladt.